# یاپ استاکمن
یاپ استاکمن (انگلیسی: Jaap Stockmann؛ زادهٔ ۲۴ ژوئیهٔ ۱۹۸۴) بازیکن هاکی روی چمن اهل پادشاهی هلند است.